# Mark Bluvshtein
Mark Bluvshtein (nascut Марк Ильич Блювштейн, Mark Ilitx Bliuvxtein, a Iaroslavl, Rússia, el 20 d'abril de 1988) és un jugador d'escacs jueu canadenc d'origen rus, que té el títol de Gran Mestre des de 2004, quan el va obtenir a l'edat de 16 anys, essent així el més jove canadenc en fer-ho en tota la història. Anteriorment, havia obtingut el títol de Mestre Internacional als 13 anys.
Tot i que roman inactiu des de novembre de 2011, a la llista d'Elo de la FIDE de desembre de 2014, hi tenia un Elo de 2590 punts, cosa que en feia el jugador número 2 del Canadà. El seu màxim Elo va ser de 2611 punts, a la llista de juliol de 2011 (posició 198 al rànquing mundial).

## Resultats destacats en competició
El 2005, a Edmonton, amb 17 anys, Bluvshtein va ser el campió més jove del Canadian Open.
El 2011 va empatar al primer lloc (amb Lázaro Bruzón, Yuniesky Quezada i Giovanni Vescovi) al Torneig Continental Americà a Toluca.
Entre l'agost i el setembre de 2011 participà en la Copa del món de 2011, a Khanti-Mansisk, un torneig del cicle classificatori pel Campionat del món de 2013, i hi tingué una mala actuació; fou eliminat en primera ronda per Aleksandr Riazàntsev (½-1½).